# Uromyces ervi
Uromyces ervi är en svampart som först beskrevs av Carl (Karl) Friedrich Wilhelm Wallroth, och fick sitt nu gällande namn av Westend 1854. Uromyces ervi ingår i släktet Uromyces,  och familjen Pucciniaceae.  Arten har inte påträffats i Sverige. Inga underarter finns listade.